# Slacker
Per slacker, in inglese, si intende una persona che, pur essendo mentalmente, fisicamente e legalmente capace di svolgere un lavoro normale, non svolge né desidera svolgere una vera e propria attività lavorativa di alcun tipo.
Il termine è stato coniato per la prima volta nell'Ottocento con riferimento agli operai del Sudan - allora colonia britannica - che, durante i lavori per i canali di irrigazione del Nilo, si rifiutavano per protesta di continuare a lavorare.
In italiano il termine corrisponde a nullafacente, scansafatiche, fannullone.
Gli slacker sono persone che non lavorano per varie ragioni: disoccupazione, difficoltà nel trovare lavoro, grandi eredità alle spalle, investimenti immobiliari o, più semplicemente, pigrizia. Non è detto, però, che chi non svolge una professione o un mestiere viva nell'inerzia: molte di queste persone sono spesso disponibili a svolgere attività occasionali (ad esempio come babysitter, dogsitter, addetto alle pulizie, ecc.). Se non dispongono di mezzi propri (eredità, patrimonio immobiliare messo a reddito) o di un sostegno economico da parte di familiari, gli slacker sono mantenuti dalla collettività con sussidi di disoccupazione e/o altre sovvenzioni.
L'idea dell'inoccupazione come "scelta di vita" è una concezione tornata in auge di recente, e soprattutto legata, almeno nelle società "occidentali", al cambiamento degli stili di vita: lo sviluppo delle nuove tecnologie, l'affermarsi dello "stato sociale" e il relativo diffondersi di una certa ricchezza, infatti, hanno cambiato le abitudini di molte persone e diffuso la convinzione di potersi permettere di non lavorare. La figura dello slacker si è ormai diffusa anche nella cultura popolare, in particolare nel mondo del cinema e dei fumetti.